# Live It Like You Love It
Live It Like You Love It è un album dal vivo del gruppo alternative rock britannico The Charlatans, pubblicato nel 2002.

## Tracce
1. Love Is the Key
2. Judas
3. Tellin' Stories
4. A Man Needs to Be Told
5. One to Another
6. The Only One I Know
7. Impossible
8. North Country Boy
9. You're So Pretty - We're So Pretty
10. Weirdo (feat. Johnny Marr)
11. How High
12. Forever
13. And If I Fall
14. Sproston Green

## Formazione
- Tim Burgess – voce, armonica
- Mark Collins – chitarra
- Tony Rogers – mellotron, organo, piano, cori
- Martin Blunt – basso
- Jon Brookes – batteria